# 凹睾棘缘吸虫
凹睾棘缘吸虫（学名：Echinoparyphium syrdariense）为棘口科棘缘属的动物。分布于俄罗斯以及中国大陆的福建等地，营寄生生活，宿主为八哥、鹌鹑、家鸡以及寄生于肠。